# Observatorio Internacional de Rayos X

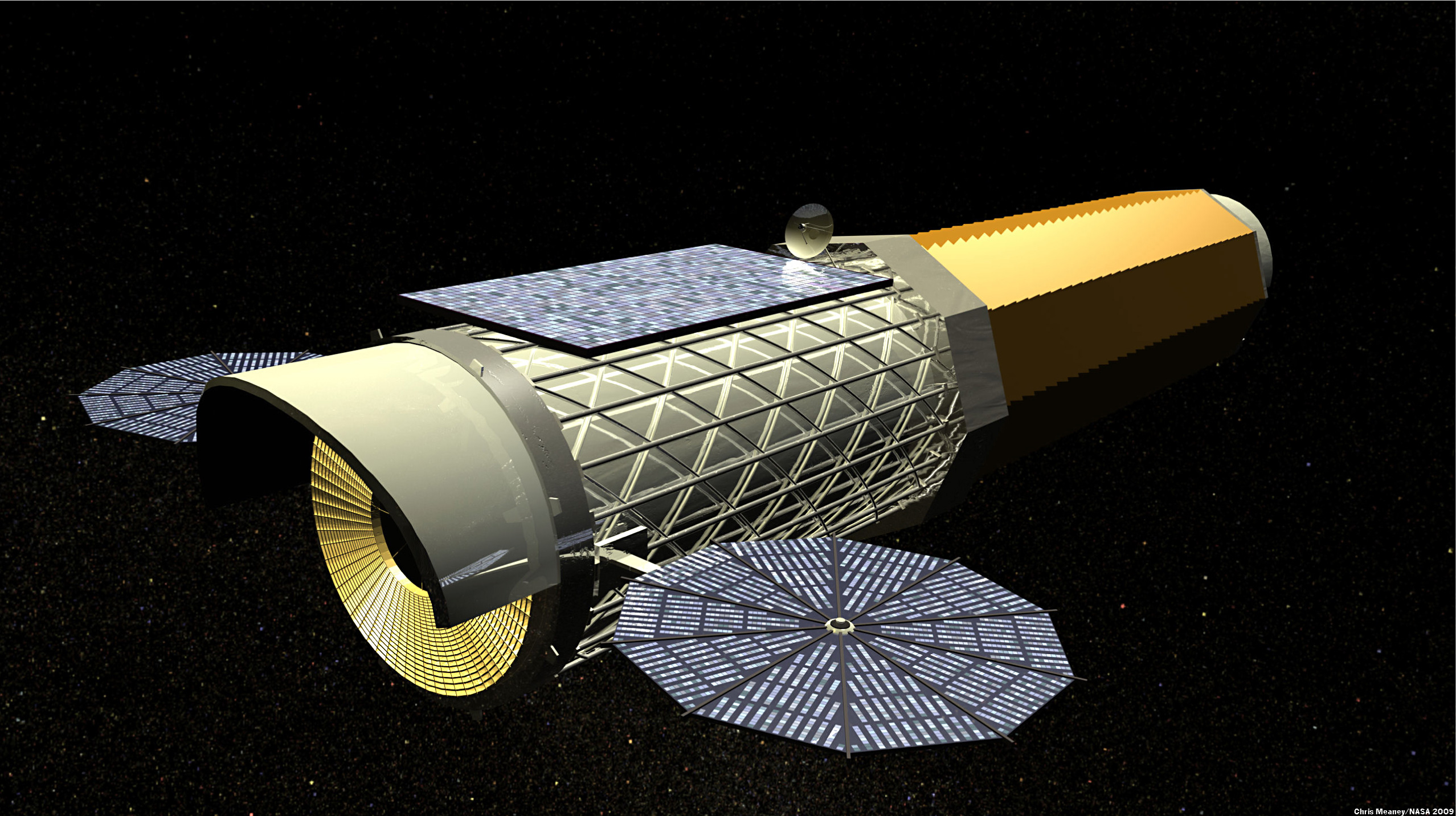
Concepto artístico del satélite

El Observatorio Internacional de Rayos X (IXO) es un telescopio de rayos X cancelado que se iba a lanzar en 2021 como un esfuerzo conjunto de la NASA, la Agencia Espacial Europea (ESA) y la Agencia de Exploración Aeroespacial de Japón (JAXA). En mayo de 2008, la ESA y la NASA establecieron un grupo de coordinación en el que participaban las tres agencias, con la intención de estudiar una misión conjunta que fusionara los proyectos en curso XEUS y el Observatorio Constellation-X (Con-X). Éste propuso el inicio de un estudio conjunto para IXO.      La NASA se vio obligada a cancelar el proyecto debido a limitaciones presupuestarias en el año fiscal 2012. Sin embargo, la ESA decidió reiniciar la misión desarrollando por su cuenta el Telescopio Avanzado para Astrofísica de Altas Energías como parte del programa Cosmic Vision .  